# Eikō Hosoe
 (octobre 2021).
Pour les articles homonymes, voir Eiko (homonymie).
Eikō Hosoe (細江 英公, Hosoe Eikō, aussi retranscrit Eikoh Hosoe), est un photographe japonais né le 18 mars 1933 à Yonezawa et mort le 16 septembre 2024 à Tokyo.
Également réalisateur de film, enseignant, écrivain et directeur du musée des Arts photographiques de Kiyosato, il est l'un des grands noms de la photographie japonaise contemporaine, notamment pour ses photographies de nu.

## Biographie
Toshihiro Hosoe naît à Yonezawa le 18 mars 1933. De 1933 à 1945, il suit sa scolarité à Tokyo durant les bombardements de la Seconde Guerre mondiale où il est évacué.
Sa photographie poddie-Chan lui vaut le prix du concours de photos Fuji, section étudiants, en 1952. Il s'inscrira peu après à l'école de photographie de Tokyo. Il adhère en 1953 au groupe artistique Demokrato. L'année suivante, il devient photographe indépendant après ses études au Collège de photographie de Tokyo.
Il connaît un grand succès en 1956 pour sa première exposition An american girl in Tokyo, un récit photographique romancé.
En 1960, Hosoe cofonde l'agence Vivo avec Kikuji Kawada, Ikkō Narahara, Akira Satō, Akira Tanno et Shōmei Tōmatsu. Il réalise aussi Navel and atomic bombe (へそと原爆, Heso to genbaku), et Man and Woman, première grande œuvre entre photographie et chorégraphie.
Il est récompensé par le prix du photographe le plus prometteur décerné par l'Association des critiques de photographie japonais en 1961.
De 1961 à 1963, Hosoe réalise des portraits de Yukio Mishima. Son ouvrage Killed by roses est récompensé par le prix de la société de la critique photographique.
Il réalise un film avec Kon Ichikawa pour les Jeux olympiques d'été de 1964.
En 1970 et 1971, il collabore avec Mishima pour une nouvelle édition de Barakei. Mais Mishima se suicide avant la parution du livre.
À partir de 1972, il enseigne et dirige des ateliers dans les universités de Phoenix, Columbia et Yosemite.
Il participe avec Nobuyoshi Araki et Daido Moriyama à la mise en place de la Photo worskhop school de Tokyo en 1974, et se voit offrir une place d'enseignant à l'école de photographie de Tokyo l'année suivante.
De 1976 à 1984, Toshihiro Hosoe crée une série de photographies sur l'architecture d'Antoni Gaudí, publiée dans The comos of Gaudi et accompagné de dessins de Joan Miró.
Il se rend en 1987 à New York pour un atelier intensif sur le tirage platine et rentre au Japon avec un appareil 20x24 qu'il a fabriqué.
De 1991 à 1998, il est représenté par la Howard Greenberg Gallery de New York. Son exposition Eikoh Hosoe: META, qui sera itinérante jusqu'en 2000, est inaugurée au Centre international de la photographie à New York.
Eikō Hosoe meurt le 16 septembre 2024 à Tokyo à l'âge de 91 ans.

## Style
Le style documentaire semble être la seule manière d'aborder le sujet de la bombe atomique. Pourtant Eikō Hosoe évoquait lui des souvenirs personnels dans son travail, par un style théâtral et mythique. Ce langage visuel étant vraiment différent de ce que l'on pouvait voir dans une culture réputée pour son autorité.
Dans les années 1950, quand il était encore étudiant, Eikō Hosoe photographia les prostitués ainsi que tout ce qui touchait aux petites rues glauques et autres bars louches de Tokyo. Le but étant de montrer une société en pleine évolution, il adopta un certain point de vue documentaire qu'il abandonna vite.
En 1959, sa rencontre avec un jeune danseur, Tatsumi Hijikata, lui fit prendre une voie nettement plus théâtrale que le documentaire traditionnel. Séduit par le spectacle jugé scandaleux de Hijikata — une adaptation d'un roman de Yukio Mishima abordant des thèmes comme l'érotisme et l'homosexualité —, Eikō Hosoe réussit à convaincre Hijikata de travailler avec lui sur son film Navel and Atomic bomb, un ballet mythique et démoniaque. La présence physique de Tatsumi Hijikata était fascinante presque divine, chose impensable dans une culture où le nu n'existe pas.
Le corps devint donc une idée fixe pour Eikō Hosoe et l’œuvre de l’écrivain Yukio Mishima un projet majeur dans son travail. De son premier livre, Man and Woman qui est construit comme un spectacle où ses nus sensuels seraient un lieu réparateur dans une société détruite, ou The Cosmos of Gaudi où l'architecture de Barcelone est vue comme les courbes d'un corps humain dont les organes sont les constructions d'Antoni Gaudí, aux mises en scène narcissiques de Mishima dans Ordeal by Roses, ou incantatoires de Tatsumi Hijikata dans Kamaitachi, Eikō Hosoe veut montrer l'essence des choses à travers les mises en scène théâtrales qu'il élabore.

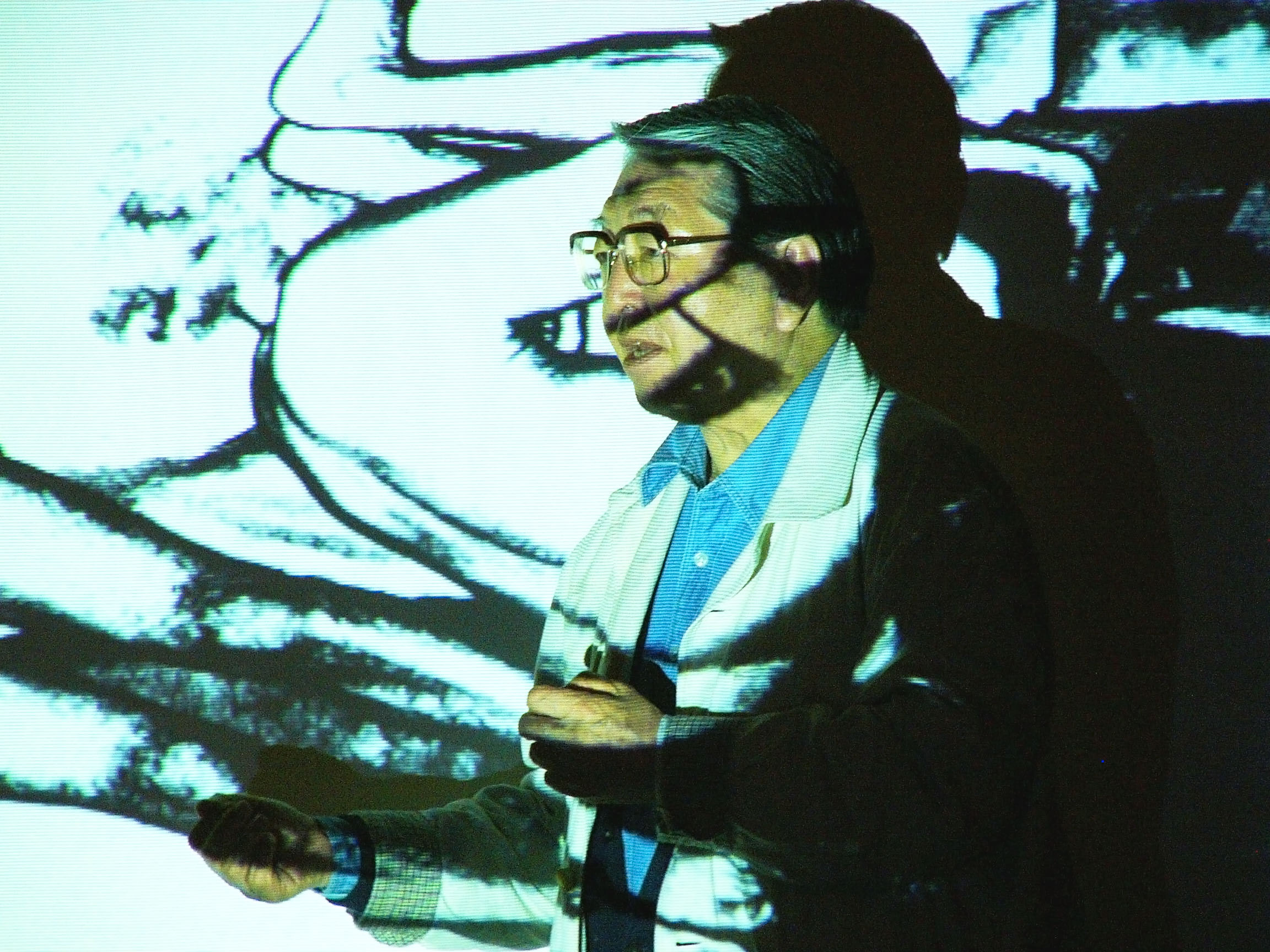
Eikō Hosoe au FotoArtFestival de 2005.

De 1957 à 1961, Eikō Hosoe fait partie, avec Shōmei Tōmatsu, Ikkō Narahara , Kikuji Kawada, Akira Satō et Akira Tanno, du collectif de photographes Vivo, qui inspira, dans le Japon d'après-guerre, le mouvement photographique connu sous le nom d'« École de l'image » et influença profondément le style photographique japonais des années 1960 et 1970.
Inspiré par ses contemporains tels que Bill Brandt, Ansel Adams ou encore Edward Weston, ainsi que la religion bouddhique et shintoïste, Eikoh Hosoe devient le maître d'une quête imperturbable et sacrée du beau. La présence magnifiée du corps nu fut pour lui non seulement une recherche visuelle, mais aussi une réflexion sur l'identité et sur le moi.

## Publications
- Avec Yukio Mishima, Killed by roses, Tokyo : Shueisha, 1963.
- 鎌鼬 = Kamaitachi, Tokyo : Gendai Shichosha, 1969.
- Avec Tadanori Yokoo et Yukio Mishima, Ordeal by roses reedited, Tokyo : Shueisha, 1971.
- 薔薇刑 = Ba*ra*kei = Ordeal by roses: photographs of Yukio Mishima, New York : Aperture, 1985  (ISBN 0-89381-169-6).
- Eikoh Hosoe, meta, New York : International Center of Photography, 1991  (ISBN 0-933642-16-4).
- 鎌鼬 = Kamaitachi. New York : Aperture, 2005, réédition  (ISBN 1-931788-80-4).
- Avec Kazuo Ohno, Butterfly dream, Kyoto : Seigensha, 2006  (ISBN 4-86152-092-4).
- Deadly ashes: Pompeii, Auschwitz, Trinity Site, Hiroshima, Tokyo : Madosha, 2007  (ISBN 978-4-89625-086-2).
- 鎌鼬 = Kamaitachi, New York : Aperture, 2009, réédition  (ISBN 978-1-59711-121-8).